# Tiera Skovbye
Tiera Skovbye (6 de maig de 1995) és una actriu canadenca. És coneguda pel paper d'Elizabeth Berkley al telefilm The Unauthorized Saved by the Bell Story.

## Carrera
El 2005, quan tenia 10 anys, va fer de Jane a la sèrie dramàtica Painkiller Jane. Skovbye també ha treballat en vàries pel·lícules de televisió com The Unauthorized Saved by the Bell Story del canal Lifetime, en la qual va interpretar a Elizabeth Berkley. El 2017 va fer de Polly Cooper a la sèrie de drama adolescent Riverdale del canal The CW i de filla de Robin Hood a l'última temporada d'Once Upon a Time.

## Vida personal
Skovbye va néixer en Vancouver i té una germana més petita, Ali, que també és actriu. El 14 d'agost de 2017, Skovbye va anunciar el seu compromís amb Jameson Parker.

## Filmografia
| Any  | Títol                 | Rol               | Notes               |
| ---- | --------------------- | ----------------- | ------------------- |
| 2005 | 24/7                  | Little Girl Braun | Curtmetratge        |
| 2008 | The Lottery           | Nancy Hutchinson  | Curtmetratge        |
| 2010 | The Unvarnished Boy   | Underage Kid #1   | Curtmetratge        |
| 2012 | Girl in Progress      | Jezabel           | com a Tiere Skovkye |
| 2012 | A Christmas Story 2   | Drucilla Gootrad  | Directe a vídeo     |
| 2013 | Feign                 | Emma              | Curtmetratge        |
| 2013 | Rocketship Misfits    | Classmate         | Curtmetratge        |
| 2015 | Even Lambs Have Teeth | Katie             | [ 6 ]               |
| 2018 | Summer of 84          | Nikki Kaszuba     | [ 7 ]               |

| Any         | Títol                                    | Rol                | Notes                                                   |
| ----------- | ---------------------------------------- | ------------------ | ------------------------------------------------------- |
| 2006        | Painkiller Jane                          | Jane (10 anys)     | 3 episodis                                              |
| 2007        | Kaya                                     | Real Shandi Palmer | Episodi: "Every Breath You Take"                        |
| 2008 - 2013 | Supernatural                             | Young Bela / Honor | Episodis: "Time Is on My Side", "Rock and a Hard Place" |
| 2010        | The Troop                                | Dale Robinson      | Episodi: "Double Felix"                                 |
| 2010        | Dead Lines                               | Spencer Fyne       | Pel·lícula per a televisió                              |
| 2010        | Wishing Well                             | Sam Turner         | Pilot de televisió fallit; també conegut com Wish List  |
| 2010 - 2013 | R. L. Stine's The Haunting Hour          | Anna               | Episodis: "The Dead Bodi", "Dead Bodies"                |
| 2011        | Three Weeks, Three Kids                  | Alice Norton       | Pel·lícula per a televisió                              |
| 2012        | Wingin' It                               | Sarah              | Episodi: "Practical Romanç"                             |
| 2012        | R. L. Stine's The Haunting Hour          | Flynn              | Episodi: "Headshot"                                     |
| 2013        | Blink                                    | Mia                | Pilot de televisió fallit                               |
| 2013        | Forever 16                               | Raven              | Pel·lícula per a televisió (Lifetime)                   |
| 2013        | Spooksville                              | Daniela            | Episodi: "The Wicked Cat"                               |
| 2014        | The Unauthorized Saved by the Bell Story | Elizabeth Berkley  | Pel·lícula per a televisió (Lifetime)                   |
| 2014        | Christmas Icetastrophe                   | Marley Crooge      | Pel·lícula per a televisió (Syfy)                       |
| 2014        | A Christmas Tail                         | Olivia Burgin      | Pel·lícula per a televisió                              |
| 2015        | Sugarbabies                              | Tessa Bouillette   | Pel·lícula per a televisió (Lifetime)                   |
| 2015        | Liar, Liar Vampire                       | Caitlyn Crisp      | Pel·lícula per a televisió (Nickelodeon)                |
| 2015        | Arrow                                    | Madison Danforth   | Episodi.: "The Candidate"                               |
| 2015        | Minority Report                          | jove Agatha        | Episodi: "The American Dream"                           |
| 2015        | Mark &amp; Russell's Wild Ride           | Ashley             | Pel·lícula per a televisió (Disney XD)                  |
| 2016        | Revenge Porn                             | Peyton Harris      | Pel·lícula per a televisió (Lifetime)                   |
| 2016        | Dead of Summer                           | Deb (20 anys)      | Episodi: "The Dharma Bums"                              |
| 2016        | Christmas Cookies                        | Brooke             | Pel·lícula per a televisió (Hallmark)                   |
| 2017-       | Riverdale                                | Polly Cooper       | Paper recurrent                                         |
| 2017        | Secrets of My Stepdaughter               | Rachel Kent        | Pel·lícula per a televisió                              |
| 2017        | Once Upon a Time                         | Margot/Robin       | Paper recurrent                                         |